# Apanteles borocerae
Apanteles borocerae är en stekelart som beskrevs av Granger 1949. Apanteles borocerae ingår i släktet Apanteles och familjen bracksteklar. Inga underarter finns listade i Catalogue of Life.